# Babylon-5-Universum
Babylon 5, kurz B5, ist der Name einer fiktiven Raumstation, die Schauplatz der gleichnamigen Science-Fiction-Fernsehserie von Joseph Michael Straczynski („JMS“) ist. Diese Serie sowie die zugehörigen Fernsehfilme, Ableger und Romane spielen in einem eigenen fiktiven Universum.

## Das Universum

### Das Babylon-Projekt
Das Babylon-Projekt wurde ursprünglich schon mit der ersten Babylon-Station begonnen, wobei das eigentliche Projektziel der Menschheit eine Raumstation war, in der sich alle Völker treffen, um gemeinsam Handel betreiben und friedlich miteinander kommunizieren zu können. Anlass war ein verheerender Krieg zwischen den Menschen und dem Volk der Minbari, der die Menschheit an den Rand der Auslöschung brachte.
Nachdem die ersten drei Versuche, eine Raumstation zu bauen, sabotiert wurden und die vierte Station nur 24 Stunden nach Inbetriebnahme verschwunden war, konnte erst die fünfte Babylonstation im Jahr 2257 ihren Dienst wie vorgesehen aufnehmen und ihre Aufgabe bis zur Außerdienststellung und Sprengung im Jahre 2281 erfüllen. S. 51

### Die Raumstation Babylon 5

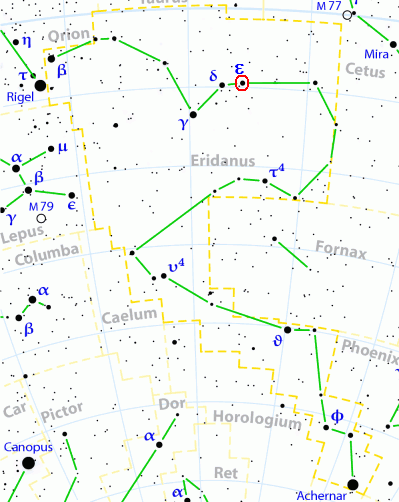
Haupthandlungsort der Serie: Das System von Epsilon Eridani (roter Kreis) im Sternbild Eridanus

Die Raumstation Babylon 5 ist eine rund 8 Kilometer lange Hohlkörper-Konstruktion, die Schwerkraft durch Rotation generiert. Das Prinzip beruht auf der Idee der Bernal-Sphäre, eines zylindrischen Hohlkörpers, auf dessen Innenseite eine Biosphäre angelegt wird. Die Station ist – abgesehen von einigen Steuertriebwerken – bewegungsunfähig und hat einen stabilen Orbit nahe dem dritten Planeten im Epsilon-Eridani-System.
Im Inneren der Station herrscht größtenteils eine Atmosphäre aus Luft. Es gibt jedoch auch einzelne abgegrenzte Bereiche mit außerirdischen Atmosphären, die es nicht-menschlichen Spezies ermöglicht, in den eigenen Sektoren ohne spezielle Atemgeräte zu leben.
Die einzelnen Bereiche der Raumstation sind durch Farbmarkierungen eingeteilt und so eindeutig zuzuordnen:
- Blau: Kommando, Personal, Militär, Docks
- Rot: Geschäfte, Wohnungen
- Grün: Botschafter, Diplomatie
- Gelb: Kernfusionsreaktor
- Grau: Industrie
- Braun: Lebenserhaltung, Abfallverwertung, mehrere nicht ausgebaute Bereiche

Die Sektoren Grau und Braun sind aus finanziellen Gründen nicht vollständig ausgebaut. Diese als „Unterste Ebene“ (DownBelow im Original) bekannten Bereiche dienen den sogenannten Lurkers als Heimat. Dabei handelt es sich um Obdachlose, die auf der Suche nach einem besseren Leben auf Babylon 5 landeten, jedoch arbeitslos wurden oder keine Arbeit fanden. S. 47 ff. S. 198 S. 460
Zu Beginn der Serie hat Babylon 5 nur eine geringe Bewaffnung. In der zweiten Staffel wird Babylon 5 dann von der Erde mit Waffenanlagen ausgestattet, um sich selbst schützen zu können. Die Hauptverteidigung der Station liegt allerdings bei ihren Kampffliegern (den Starfuries), die aus eigenen Hangars starten und eine größere Operationsreichweite haben.

### Völker und Gruppierungen im Babylon-5-Universum
Für Babylon 5 wurde ein Universum mit einer Vielzahl unterschiedlicher Völker mit unterschiedlichsten Historien, Eigenarten und diplomatischen Verflechtungen geschaffen. Die Handlung konzentriert sich im Wesentlichen auf die Völker der Menschen, Minbari, Centauri, Narn (junge Rassen) sowie Schatten und Vorlonen (alte Rassen), jedoch spielen etliche weitere Völker und Gruppierungen für die Handlung bedeutende Nebenrollen.

### Sprachen im Babylon-5-Universum
Jedes Volk im Babylon-5-Universum hat seine eigene Sprache. Die allgemeine Verkehrssprache auf Babylon 5 ist Englisch. Unterhalten sich Gesprächspartner in der gleichen Sprache oder können diese sich verstehen, sind ihre Sätze für den Zuschauer in klarem Englisch bzw. Deutsch abgefasst. Spricht dagegen zum Beispiel ein Minbari zu einem Menschen und kann dieser ihn nicht verstehen, hört man auch nur „unverständliche“ Worte und die Übersetzung wird bisweilen untertitelt. Einige Rassen verwenden auch diverse Übersetzungsgeräte, um zu kommunizieren. Für die Kommunikation mit unbekannten Spezies verwendet die Erdallianz eine einfach strukturierte Sprache namens Interlac, die bei Erstkontakten verwendet wird. S. 369

### Hyperraum
Um interstellare Reisen zu ermöglichen, nutzt die Serie das Konzept des Hyperraums. Raumschiffe können über so genannte Sprungtore in den Hyperraum gelangen und dort in kurzer Zeit große Entfernungen zurücklegen. Große Schiffe sind in der Lage, einen eigenen Zugangspunkt zu erzeugen, unabhängig von einem Sprungtor.

### Zeittafel
In der folgenden Tabelle sind alle kanonischen Werke nach ihrer Haupthandlungszeit geordnet. Bei Titeln, die doppelt aufgeführt sind, gibt es innerhalb der Geschichte größere Zeitsprünge.
| Jahr     | Werk                                         | Werk                                   | Werk                       | Werk                            | Werk            | Werk          |
| -------- | -------------------------------------------- | -------------------------------------- | -------------------------- | ------------------------------- | --------------- | ------------- |
| 2115     | The Birth of the Psi Corps                   |                                        |                            |                                 |                 |               |
|          | The Birth of the Psi Corps                   |                                        |                            |                                 |                 |               |
| 2189     | The Birth of the Psi Corps                   |                                        |                            |                                 |                 |               |
|          |                                              |                                        |                            |                                 |                 |               |
| 2195     | Bester Ascendant                             |                                        |                            |                                 |                 |               |
|          |                                              |                                        |                            |                                 |                 |               |
| 2243     | Der erste Schritt                            |                                        |                            |                                 |                 |               |
| 2244     | Der erste Schritt                            |                                        |                            |                                 |                 |               |
| 2245     | Der erste Schritt                            |                                        |                            |                                 |                 |               |
| 2246     | Der erste Schritt                            |                                        |                            |                                 |                 |               |
| 2247     | Der erste Schritt                            |                                        |                            |                                 |                 |               |
| 2248     | Der erste Schritt                            |                                        |                            |                                 |                 |               |
|          |                                              |                                        |                            |                                 |                 |               |
| 2256     |                                              | The Shadow Within                      |                            |                                 |                 |               |
| 2257     | Die Zusammenkunft                            | The Shadow Within                      |                            |                                 |                 |               |
| 2258     | Staffel 1                                    | Bester Ascendant                       | Casting Shadows            |                                 |                 |               |
| 2259     | Staffel 2                                    | Summoning Light                        | Casting Shadows            | To Dream in the City of Sorrows | Comics 1-6 Anm. |               |
| 2260     | Staffel 3                                    | Space, Time and the Incurable Romantic | Invoking Darkness          | To Dream in the City of Sorrows |                 |               |
| 2261     | Staffel 4                                    | Das Tor zur 3. Dimension               | Invoking Darkness          | In Valens Name                  |                 |               |
| 2262     | Staffel 5                                    | The long Night of Centauri Prime       | The Shadow of His Thoughts | Genius Loci                     | Hidden Agendas  | The Road Home |
| 2263     | Der Fluss der Seelen                         | The long Night of Centauri Prime       |                            |                                 |                 |               |
| 2264     |                                              | The long Night of Centauri Prime       |                            |                                 |                 |               |
| 2265     | Legende der Ranger                           | The long Night of Centauri Prime       | The Nautilus Coil          |                                 |                 |               |
| 2266     | Waffenbrüder                                 | The long Night of Centauri Prime       | Armies of Light and Dark   |                                 |                 |               |
| 2267     | Crusade                                      |                                        | Armies of Light and Dark   |                                 |                 |               |
| 2268     |                                              |                                        | Armies of Light and Dark   |                                 |                 |               |
| 2269     | True Seeker                                  |                                        | Armies of Light and Dark   |                                 |                 |               |
| 2270     |                                              |                                        | Armies of Light and Dark   |                                 |                 |               |
| 2271     | Vergessene Legenden                          | The Fate of Bester                     | Armies of Light and Dark   | The Lost Tales mini-comic       |                 |               |
| 2272     |                                              | The Fate of Bester                     | Armies of Light and Dark   |                                 |                 |               |
| 2273     |                                              | The Fate of Bester                     | Armies of Light and Dark   |                                 |                 |               |
| 2274     | Out of the Darkness                          | The Fate of Bester                     |                            |                                 |                 |               |
| 2275     | Out of the Darkness                          | The Fate of Bester                     |                            |                                 |                 |               |
| 2276     | Out of the Darkness                          | The Fate of Bester                     |                            |                                 |                 |               |
| 2277     | Out of the Darkness                          | The Fate of Bester                     |                            |                                 |                 |               |
| 2278     | Out of the Darkness                          | The Fate of Bester                     | Der erste Schritt          |                                 |                 |               |
| 2279     | Out of the Darkness                          | The Fate of Bester                     |                            |                                 |                 |               |
| 2280     | Der Weg ins Licht (S5E22)                    | The Fate of Bester                     |                            |                                 |                 |               |
| 2281     | Der Weg ins Licht (S5E22)                    | The Fate of Bester                     |                            |                                 |                 |               |
|          |                                              |                                        |                            |                                 |                 |               |
| 2362     | In hundert Jahren, in tausend Jahren (S4E22) |                                        |                            |                                 |                 |               |
|          |                                              |                                        |                            |                                 |                 |               |
| 2593     | Space, Time, and the Incurable Romantic      |                                        |                            |                                 |                 |               |
|          |                                              |                                        |                            |                                 |                 |               |
| 2762     | In hundert Jahren, in tausend Jahren (S4E22) |                                        |                            |                                 |                 |               |
|          | In hundert Jahren, in tausend Jahren (S4E22) |                                        |                            |                                 |                 |               |
| 3262     | In hundert Jahren, in tausend Jahren (S4E22) |                                        |                            |                                 |                 |               |
|          | In hundert Jahren, in tausend Jahren (S4E22) |                                        |                            |                                 |                 |               |
| + 1 Mio. | In hundert Jahren, in tausend Jahren (S4E22) |                                        |                            |                                 |                 |               |

 Hauptserie und Ableger
 Fernsehfilme und Direct-to-DVD
 Romane
 Comics
 Kurzgeschichten